# Sackenomyia reaumurii
Espèce
Sackenomyia reaumurii est une espèce d'insectes diptères de la famille des Cecidomyiidae . Elle provoque des galles sur les feuilles de la Viorne lantane.

## Classification
Le nom valide complet (avec auteur) de ce taxon est Sackenomyia reaumurii (Bremi (d), 1847).
L'espèce a été initialement classée dans le genre Cecidomyia sous le protonyme Cecidomyia reaumurii Bremi, 1847,.
Sackenomyia reaumurii a pour synonymes :
- Cecidomyia reaumurii Bremi, 1847
- Oligotrophus solmsi Kieffer, 1906
- Phlyctidobia solmsi (Kieffer, 1906)
- Sackenomyia solmsi (Kieffer, 1906)

## Étymologie
Son épithète spécifique, reaumurii, lui a été donnée en l'honneur du physicien et naturaliste français René-Antoine Ferchault de Réaumur (1683-1757), mentionné pour ses Mémoires pour servir à l'histoire des insectes.

## Publication originale
- (de) J. J. Bremi, « Beitraege zu Einer Monographie der Gallmüchen, Cecidomyia Meigen », Nouveaux mémoires de la Société helvétique des sciences naturelles, Zurich, vol. 9, no 3,‎ 1847, p. 1-71 (ISSN 0259-6903, OCLC 72789736, lire en ligne).